# Bertya pomaderrioides
Bertya pomaderrioides är en törelväxtart som beskrevs av Ferdinand von Mueller. Bertya pomaderrioides ingår i släktet Bertya och familjen törelväxter. Inga underarter finns listade i Catalogue of Life.